# Reguła faz
Reguła faz lub reguła faz Gibbsa – zależność obowiązująca dla każdego układu będącego w równowadze termodynamicznej, łącząca liczbę faz w układzie, liczbę składników niezależnych oraz liczbę stopni swobody:
{\displaystyle s=\alpha -\beta +2,}
gdzie:
{\displaystyle s} – liczba stopni swobody, czyli liczba zmiennych intensywnych, które można zmieniać bez jakościowej zmiany układu (bez zmiany liczby faz w równowadze),
{\displaystyle \alpha } – liczba niezależnych składników, a więc takich, które nie dają się określić za pomocą zależności chemicznych poprzez stężenia innych składników (niezależnych),
{\displaystyle \beta } – liczba faz, a więc postaci materii jednorodnej chemicznie i fizycznie (np. roztwór, faza gazowa, kryształy o określonym składzie).

## Reguła faz w układzie z zachodzącymi reakcjami chemicznymi
Dla układów, w których zachodzą reakcje chemiczne, często podaje się również inną (w pewnym sensie uproszczoną) wersję reguły faz:
{\displaystyle s=\alpha -\beta +2-r,}
gdzie:
{\displaystyle r} – liczba niezależnych reakcji chemicznych zachodzących w układzie.

## Punkty inwariantne
Ważnym pojęciem jest tak zwany punkt niezmienniczy (punkt inwariantny, zerozmienny), dla którego:
{\displaystyle s=0.}
W takim punkcie nie można zmienić żadnej zmiennej intensywnej bez zmiany liczby faz w układzie. Przykładem takiego punktu jest punkt potrójny dla układu jednoskładnikowego lub punkt poczwórny dla układu dwuskładnikowego.

## Układ jednoskładnikowy
Liczba składników dla takiego układu, {\displaystyle \alpha =1,} stąd liczba stopni swobody {\displaystyle s=3-\beta ,} gdzie {\displaystyle \beta } to liczba faz w stanie równowagi. Z reguły faz wynika, że w układzie jednoskładnikowym mogą występować maksymalnie trzy fazy i to tylko w jednych, ściśle określonych warunkach temperatury i ciśnienia. W punkcie potrójnym liczba faz w stanie równowagi {\displaystyle \beta =3,} stąd liczba stopni swobody {\displaystyle s=1-3+2=0.} Z reguły tej wynika też, że dla czystej chemicznie substancji nie może istnieć punkt poczwórny, czyli punkt, gdzie w równowadze znajdują się cztery fazy.

## Wykresy fazowedla układów jednoskładnikowych

Wykres fazowy wody
w punkcie potrójnym, na krzywych równowagi dwóch współistniejących faz, w polu rysunku

Krzywe równowagi, linie równowagi albo krzywe współistnienia określają współrzędne ciśnienia i temperatury (p,T) punktów na wykresie fazowym oznaczających {\displaystyle \beta =2} fazy w równowadze termodynamicznej. Dla krzywych równowagi w układzie jednoskładnikowym otrzymujemy {\displaystyle s=1-2+2=1} stopień swobody, a więc istnieje możliwość zmiany ciśnienia albo temperatury (zmiana drugiej zmiennej jest zależna od pierwszej). Jednoczesna zmiana ciśnienia i temperatury tylko wtedy nie prowadzi do zmiany liczby faz w układzie jednoskładnikowym, gdy zmiany są zgodne z przebiegiem linii równowagi.
W układzie ciecz–para w równowadze są 2 fazy {\displaystyle (\beta =2),} stąd liczba stopni swobody {\displaystyle s=1-2+2=1.} Jeżeli zmienimy jeden z parametrów (temperaturę lub ciśnienie) nie zmieniając drugiego z nich, układ zawsze zmienia stan – staje się jednofazowy. Aby pozostał układem dwufazowym trzeba równocześnie zmienić drugi z parametrów w ściśle określonym stopniu (drugi z parametrów intensywnych nie jest niezależny).
Po przekroczeniu punktu krytycznego (końcowy punkt krzywej ciecz-para od strony wysokich ciśnień i temperatur), mamy do czynienia z 1 fazą (gazową – nie mogą istnieć ani ciecz, ani ciało stałe), a więc liczba stopni swobody {\displaystyle s=1-1+2=2,} czyli 2 zmienne intensywne (ciśnienie i temperatura) są niezależne.
Dokładnie tak samo jest w układzie para–ciało stałe. W równowadze są również 2 fazy, a zatem liczba stopni swobody {\displaystyle s=1.} Oznacza to, że można zmieniać temperaturę albo ciśnienie, ale zmiana drugiej zmiennej musi być uzależniona od zmiany pierwszej, jeżeli układ ma zachować swój stan (ma pozostać układem dwufazowym).
Na wykresie równowagi fazowej dla układu jednoskładnikowego obszar poza krzywymi współistnienia i punktem potrójnym oznacza zawsze czystą pojedynczą fazę:
- powierzchnia ograniczona krzywą ciało stałe-gaz i krzywą ciecz-gaz (niskie ciśnienia i wysokie temperatury) określa obszar występowania pary (a powyżej punktu krytycznego – gazu),
- powierzchnia ograniczona krzywą ciało stałe-ciecz i krzywą ciecz-gaz (wysokie ciśnienia i wysokie temperatury) określa obszar występowania cieczy (tylko poniżej punktu krytycznego – powyżej jest tylko 1 faza gazowa),
- powierzchnia ograniczona krzywą ciało stałe-gaz i krzywą ciało stałe-ciecz (wysokie ciśnienia i niskie temperatury) określa obszar występowania ciała stałego.

## Układ dwuskładnikowy
Jeżeli w układzie znajdują się 2 składniki {\displaystyle (\alpha =2),} wówczas w takim układzie mogą istnieć punkty poczwórne {\displaystyle (s=2-4+2=0).} Dla każdej z poniższych równowag podanych dla układu jednoskładnikowego liczba stopni swobody rośnie odpowiednio o 1:

Krystalizacja w układzie dwuskładnikowym
W warunkach w punkcie eutektycznym, na krzywych równowagi cieczy i kryształów, w polu fazy ciekłej

- w punkcie potrójnym można zmieniać jedną zmienną intensywną – ciśnienie albo temperaturę albo skład układu (ilość drugiego składnika obliczamy jako {\displaystyle x_{\mathrm {B} }=1-x_{\mathrm {A} }}),
- na linii równowagi występują 2 fazy i można zmieniać 2 zmienne intensywne,
- na płaszczyznach równowagi występuje jedna faza i można zmieniać jednocześnie 3 zmienne intensywne. Narysowanie klasycznego, dwuwymiarowego wykresu fazowego dla układu dwuskładnikowego możliwe jest tylko przy założeniu, że skład chemiczny takiego układu nie podlega zmianom w czasie przemian. Dla takich układów można też rysować wykresy dwuwymiarowe, gdzie na jednej ze skal występuje stężenie jednego ze składników, a na drugiej ciśnienie lub temperatura.

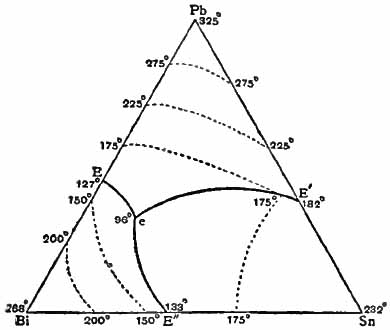
Krystalizacja w układzie trójskładnikowym (przykład Pb–Bi–Sn)
W warunkach w punkcie poczwórnym (ciecz i trzy rodzaje kryształów), na krzywych równowagi eutektyk podwójnych z cieczą, na powierzchni równowagi jednego rodzaju kryształów z cieczą (widoczne izotermiczne przekroje tych powierzchni), w przestrzeni powyżej powierzchni krystalizacji

Na krzywych stygnięcia ilustrujących zmiany temperatury w czasie krystalizacji pod stałym ciśnieniem próbek dwuskładnikowych o różnych udziałach składników występują charakterystyczne fragmenty poziome. Dzieje się tak wtedy, gdy liczba stopni swobody jest równa zeru. Oznacza to równoczesne występowanie trzech faz, na przykład cieczy i dwóch rodzajów kryształów, które z niej krystalizują (mieszanina eutektyczna). W zakresie temperatur, w którym krystalizuje tylko jedna faza stała będąca w nadmiarze w stosunku do eutektyki, układ ma jeden stopień swobody. Temperatura spada wolniej niż w czasie chłodzenia bez przemiany fazowej. Prędkość zmian temperatury jest bezpośrednio związana z prędkością krystalizacji. Po zakończeniu tej przemiany układ „odzyskuje swobodę” i temperatura zaczyna spadać szybciej. Kolejne załamanie krzywej stygnięcia może się pojawić w tych przypadkach, w których w fazie stałej zachodzą dalsze przemiany fazowe.

## Układ trójskładnikowy
Dla układów trójskładnikowych sporządza się przestrzenne wykresy fazowe. Podstawą graniastosłupów są tak zwane trójkąty stężeń Gibbsa. W formie dwuwymiarowej przedstawia się na przykład izotermiczne przekroje trójwymiarowego wykresu skład–temperatura.